# HSCSD
HSCSD, high speed circuit switched data, är en förbättring av överföringen i GSM-nätet. Normal GSM-uppkoppling ger 9,6 kbit/s, HSCSD upp till 43,2 kbit/s.